# Mathias Kvistgaarden
Mathias Damm Kvistgaarden (Birkerød, 15 de abril de 2002) es un futbolista danés que juega de delantero en el Norwich City F. C. de la EFL Championship.

## Trayectoria
Nacido en Birkerød y comenzó su carrera en el club local IF Skjold Birkerød. A los 11 años llamo la atención de los ojeadores del F. C. Nordsjælland en una prueba juvenil, mientras que al mismo tiempo iba a pruebas con el Lyngby BK; eventualmente eligiendo mudarse a la academia juvenil del Lyngby en 2013. Dos años más tarde, se unió a la academia juvenil de Brøndby IF en la categoría sub-13, en parte debido a la estrecha relación de la familia Kvistgaarden con el ex entrenador en jefe del Brøndby, Thomas Frank. Al mismo tiempo, se matriculó como alumno en la Brøndbyvester Skole ubicada a menos de un kilómetro del club, siendo su plato fuerte la educación física. Describió el ambiente en los equipos juveniles como muy competitivo en comparación con sus experiencias anteriores en IF Skjold y Lyngby, y el equipo sub-13 de Brøndby terminó en el primer lugar de la tabla de su respectiva liga juvenil ese año. Fue ascendido al equipo sub-19 en el verano de 2019 y anotó nueve goles en 14 partidos en su campaña en la liga sub-19.
Fue incluido en la plantilla del primer equipo por primera vez el 5 de julio de 2020, antes de un partido fuera de casa en la Superliga de Dinamarca contra el AaB Fodbold, debido a los delanteros habituales del primer equipo Simon Hedlund y Samuel Mráz habiendo dado positivo por COVID-19. Durante el partido, que Brøndby perdió 2-0, hizo su debut como suplente en el minuto 73 sustituyendo a Mikael Uhre.
Su primer gol como profesional llegó el 6 de marzo de 2022, que resultó ser el gol de la victoria en la victoria a domicilio por 1-0 contra el Silkeborg IF en la liga nacional. Hizo su primera aparición como titular para el Brøndby el 14 de abril en una derrota de liga contra AaB Fodbold. Firmó una extensión de contrato el 29 de abril, manteniéndolo en el club hasta 2025. En mayo de 2022 marcó cuatro goles en tres partidos ligueros, incluido su primer doblete en la última jornada de la temporada ante el Silkeborg. Antes del partido fue nombrado Jugador Joven del Mes de mayo de la Superliga.

## Selección nacional
Ha ganado seis partidos con Dinamarca en la categoría sub-18 en los que ha marcado tres goles. Hizo su debut con la selección sub-19 de Dinamarca el 8 de octubre de 2020 en un amistoso contra Polonia, donde marcó un gol en la victoria por 3-1.
El 4 de junio de 2022 ganó su primer partido internacional con la sub-21 de Dinamarca en el clasificatorio para el Campeonato de Europa Sub-21 de la UEFA contra Kazajistán. Comenzó y jugó 63 minutos antes de ser sustituido por Rasmus Højlund en la victoria por 3-0 en el Vejle Stadion. Marcó su primer gol con la selección sub-21 diez días después contra Turquía, al meter el balón en el segundo palo tras una asistencia de Gustav Isaksen.

## Estadísticas

### Clubes
Actualizado al último partido disputado el 3 de noviembre de 2024.
| Club                          | Div.          | Temporada     | Liga  | Liga  | Liga   | Copas nacionales | Copas nacionales | Copas nacionales | Copas internacionales | Copas internacionales | Copas internacionales | Total | Total | Total  |
| Club                          | Div.          | Temporada     | Part. | Goles | Asist. | Part.            | Goles            | Asist.           | Part.                 | Goles                 | Asist.                | Part. | Goles | Asist. |
| ----------------------------- | ------------- | ------------- | ----- | ----- | ------ | ---------------- | ---------------- | ---------------- | --------------------- | --------------------- | --------------------- | ----- | ----- | ------ |
| Brøndby IF Dinamarca          | 1.ª           | 2019-20       | 1     | 0     | 0      | 0                | 0                | 0                | —                     | —                     | —                     | 1     | 0     | 0      |
| Brøndby IF Dinamarca          | 1.ª           | 2020-21       | 2     | 0     | 0      | 2                | 0                | 0                | —                     | —                     | —                     | 4     | 0     | 0      |
| Brøndby IF Dinamarca          | 1.ª           | 2021-22       | 16    | 5     | 1      | 2                | 0                | 0                | 2                     | 0                     | 0                     | 20    | 5     | 1      |
| Brøndby IF Dinamarca          | 1.ª           | 2022-23       | 30    | 7     | 4      | 1                | 0                | 0                | 4                     | 2                     | 0                     | 35    | 9     | 4      |
| Brøndby IF Dinamarca          | 1.ª           | 2023-24       | 24    | 8     | 5      | 4                | 2                | 0                | —                     | —                     | —                     | 28    | 10    | 5      |
| Brøndby IF Dinamarca          | 1.ª           | 2024-25       | 14    | 9     | 4      | 2                | 1                | 0                | 3                     | 2                     | 1                     | 19    | 12    | 5      |
| Brøndby IF Dinamarca          | Total club    | Total club    | 87    | 29    | 14     | 11               | 3                | 0                | 9                     | 4                     | 1                     | 107   | 36    | 15     |
| Norwich City F. C. Inglaterra | 2.ª           | 2025-26       | 0     | 0     | 0      | 0                | 0                | 0                | —                     | —                     | —                     | 0     | 0     | 0      |
| Norwich City F. C. Inglaterra | Total club    | Total club    | 0     | 0     | 0      | 0                | 0                | 0                | 0                     | 0                     | 0                     | 0     | 0     | 0      |
| Total carrera                 | Total carrera | Total carrera | 87    | 29    | 14     | 11               | 3                | 0                | 9                     | 4                     | 1                     | 107   | 36    | 15     |

## Palmarés

### Títulos nacionales
| Título                 | Club       | País      | Año  |
| ---------------------- | ---------- | --------- | ---- |
| Superliga de Dinamarca | Brøndby IF | Dinamarca | 2021 |